# CHODL
CHODL (англ. Chondrolectin) – білок, який кодується однойменним геном, розташованим у людей на короткому плечі 21-ї хромосоми. Довжина поліпептидного ланцюга білка становить 273 амінокислот, а молекулярна маса — 30 431.
| 10         |  | 20         |  | 30         |  | 40         |  | 50         |
| ---------- |  | ---------- |  | ---------- |  | ---------- |  | ---------- |
| MSRVVSLLLG |  | AALLCGHGAF |  | CRRVVSGQKV |  | CFADFKHPCY |  | KMAYFHELSS |
| RVSFQEARLA |  | CESEGGVLLS |  | LENEAEQKLI |  | ESMLQNLTKP |  | GTGISDGDFW |
| IGLWRNGDGQ |  | TSGACPDLYQ |  | WSDGSNSQYR |  | NWYTDEPSCG |  | SEKCVVMYHQ |
| PTANPGLGGP |  | YLYQWNDDRC |  | NMKHNYICKY |  | EPEINPTAPV |  | EKPYLTNQPG |
| DTHQNVVVTE |  | AGIIPNLIYV |  | VIPTIPLLLL |  | ILVAFGTCCF |  | QMLHKSKGRT |
| KTSPNQSTLW |  | ISKSTRKESG |  | MEV        |  |            |  |            |

A: Аланін

C: Цистеїн

D: Аспарагінова кислота

E: Глутамінова кислота

F: Фенілаланін

G: Гліцин

H: Гістидин

I: Ізолейцин

K: Лізин

L: Лейцин

M: Метіонін

N: Аспарагін

P: Пролін

Q: Глутамін

R: Аргінін

S: Серин

T: Треонін

V: Валін

W: Триптофан

Задіяний у таких біологічних процесах, як нейрогенез, альтернативний сплайсинг. 
Білок має сайт для зв'язування з лектинами. 
Локалізований у цитоплазмі, мембрані, ендоплазматичному ретикулумі.